# Siegfried Aufhäuser (Bankier)
Siegfried Aufhäuser (* 11. Mai 1877 in München; † 27. Januar 1949 in den USA) war ein deutsch-britischer Bankier.

Bankhaus H. Aufhäuser in München, Löwengrube 20 mit Gründer Heinrich Aufhäuser sowie seinen Söhnen Martin und Siegfried, um 1905

## Leben
Er war der Sohn des Bankiers Heinrich Aufhäuser (1842–1917), der gemeinsam mit Samuel Scharlach am 14. Mai 1870 das Bankhaus Aufhäuser & Scharlach in München gegründet hatte, dessen Bilanzsumme sich bereits in den ersten Jahren von 1870 bis 1876 verfünffachte. Nachdem Heinrich Aufhäuser seinen ehemaligen Partner Scharlach bis 1892 ausbezahlt hatte, firmierte die Bank ab 1894 unter dem Namen Bankhaus H. Aufhäuser. Die Bank erlangte schnell einen guten Ruf und zählte alsbald u. a. Herzog Luitpold in Bayern und die Familie von Thomas Mann sowie Neuberger und Einstein (Alfred Einstein) zu ihren Kunden. Um die Jahrhundertwende wurde aus der zunächst auf das Effektenkommissionsgeschäft spezialisierten Bank ein umsatzstarkes Kreditinstitut. 1913 belief sich die Bilanzsumme von H. Aufhäuser erstmals auf über 10 Millionen Goldmark.
Siegfried Aufhäuser absolvierte eine Bankausbildung und arbeitete ab 1901 als Bankier in London. 1906 nahm er die britische Staatsangehörigkeit an. Nach dem Tod des Vaters übernahm Siegfried, der 16 Jahre in England gelebt hatte, gemeinsam mit seinem älteren Bruder Martin Aufhäuser das Bankhaus. 1922 wurde er dort persönlich haftender Gesellschafter. Da die Aufhäusers dem jüdischen Glauben angehörten, war das Bankhaus ab 1933 massiven Repressalien ausgesetzt und es verlor einen Großteil seiner Kunden – durch Zwangsmaßnahmen (Judenboykott etc.), Auswanderung oder Deportation.
Das Bankhaus H. Aufhäuser wurde infolge der sogenannten Reichspogromnacht Anfang November „zwangsarisiert“ und im Dezember 1938 übernahm Friedrich Wilhelm Seiler die Bank; H. Aufhäuser war damit eine der letzten Privatbanken und eine der bedeutendsten, die auf diese Art „arisiert“ wurde.
Siegfried Aufhäuser, der ab 1922 auch Konsul mit dem Charakter als Generalkonsul für die Amtsbezirke Oberbayern, Niederbayern und Schwaben für das Königreich Schweden war, ferner auch Kommandeur des schwedischen Wasaordens, sah sich gezwungen, 1938 zunächst nach Großbritannien und im Folgejahr in die USA zu emigrieren, wo er 1949 starb.